# Helmut Dünnebier
Siegfried Helmut Dünnebier (* 9. Oktober 1898 in Zwickau; † nach 1943) war ein deutscher Polizeidirektor und Kommandeur der Schutzpolizei.

## Leben und Werk
Er war der Sohn des Obertelegrafensekretärs Otto Dünnebier. Nach dem Besuch des Realgymnasiums nahm Helmut Dünnebier von 1914 bis 1918 am Ersten Weltkrieg teil, aus dem er als Leutnant der Reserve zurückkehrte. Nach drei Arbeitsjahren in der Landwirtschaft im Raum Posen trat er 1923 in die sächsische Landespolizei ein. Er wurde zum Oberleutnant befördert und zum Leiter des Kraftfahrdienstes bei der Polizeidirektion Zwickau ernannt. Zum 1. Februar 1932 trat er der NSDAP bei (Mitgliedsnummer 922.340), nachdem er bereits seit 1926 inaktives Mitglied gewesen war.
Nach der Absetzung des Zwickauer Polizeidirektors Georg Thoering wurde am 8. März 1933 kommissarischer Polizeidirektor der Polizeidirektion Zwickau. Am 23. Mai 1933 erfolgte seine Beförderung zum Polizeihauptmann und zum offiziellen Polizeidirektor. Bereits am 1. Dezember 1933 stieg Helmut Dünnebier zum Polizeimajor auf.
Nach dem Münchener Abkommen und der Bildung des Reichsgaus Sudetenland wurde Dünnebier, nunmehr Oberstleutnant der Schutzpolizei, im Dezember 1938 als Kommandeur der Schutzpolizei zur Polizeiverwaltung Reichenberg versetzt. 1943 wird er als Stabsoffizier der Ordnungspolizei bezeichnet.

## Ehrungen
- Eisernes Kreuz I. und II. Klasse
- Ritterkreuz zum Albrechtsorden mit Schwertern
- St. Heinrich-Medaille in Silber